# Danièle Darlan

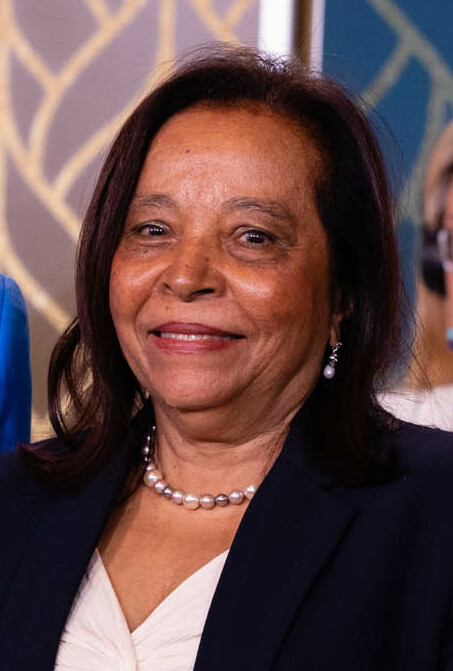
Danièle Darlan

Danièle Darlan (geb. 1952) ist eine zentralafrikanische Juristin und ehemalige Präsidentin des Verfassungsgerichts ihres Landes.

## Leben
Darlan ist die Tochter von Georges Darlan, dem ersten Präsidenten des Repräsentativen Rates von Ubangi-Schari, dem Vorläufer der Zentralafrikanischen Republik. Aufgrund der politischen Instabilität des Landes schickte ihr Vater sie zur Ausbildung ins französische Brest. Ursprünglich wollte Danièle Darlan Journalistin werden, entschied sich jedoch für ein Studium der Rechtswissenschaften in Frankreich, nachdem der damalige Staatschef Jean-Bédel Bokassa sie von diesem Berufsweg abgebracht hatte. Nach Beendigung ihres Studiums widmete sie sich der Lehrtätigkeit, einer ihrer großen Leidenschaften, und verbrachte über 30 Jahre an der Universität Bangui. Danièle Darlan ist mit Jean-Jacques Démafouth verheiratet, einem ehemaligen Minister und Rebellenführer.

## Wirken
Darlan war die erste Frau, die das Amt der Präsidentin des Verfassungsgerichts der Zentralafrikanischen Republik bekleidete. Ihre Amtszeit war von ihrem Eintreten für die Wahrung der Verfassung geprägt, insbesondere während der politisch angespannten Wahlperioden 2020/2021. Unter ihrer Leitung fällte das Gericht bedeutende Urteile zur Geschlechtergleichstellung und wehrte Versuche zur Änderung der Verfassung ab, um dem Präsidenten weitere Amtszeiten zu ermöglichen. Ihre Amtszeit endete im Jahr 2022, als sie aufgrund ihres Widerstands gegen verfassungswidrige Reformen ihres Amtes enthoben wurde.

## Auszeichnungen
Für ihre Verteidigung der Rechtsstaatlichkeit und ihren Einsatz für die Demokratie erhielt sie mehrere internationale Anerkennungen, darunter den International Women of Courage Award des US-Außenministeriums im Jahr 2023 und den Deutsch-Französischen Preis für Menschenrechte und Rechtsstaatlichkeit im Jahr 2024.